# Oste
Oste – rzeka w północnej Dolnej Saksonii w Niemczech o długości 153 km. Jest lewym dopływem Łaby. Płynie przez powiaty Harburg, Rotenburg, Stade i Cuxhaven. Powierzchnia zlewni wynosi 1 711 km², a różnica wysokości między źródłem a ujściem to 31 m. Dopływami są Ramme, Aue, Twiste, Bade, Bever and Mehe.
Rzeka ma swoje źródło w Tostedt na granicy Pustaci Lüneburskiej, płynie na zachód przecinając Sittensen i Zeven, następnie skręca na północ przepływając przez Bremervörde i wpada do Łaby w okolicach Otterndorf.